# 蓮華寺 (伊那市)
蓮華寺（れんげじ）は、長野県伊那市にある日蓮宗の寺院。山号は妙法山。本尊は釈迦如来。旧本山は大本山妙顕寺。

## 由緒
1360年（延文5年）日台を開山として、身延山の末寺である長遠寺として創建された。1651年（慶安4年）鳥居忠春により現在地に移され、妙顕寺の末寺となり蓮華寺と改めた。現在の本堂は文化4年（1807年）に建立。
この寺には、1714年（正徳4年）3月におきた江島生島事件により高遠の地に配流となった絵島の墓がある。

## 文化財
- 伊那市指定有形文化財
  - 蓮華寺七面堂
- 伊那市指定史跡
  - 江島の墓

## 旧末寺
日蓮宗は昭和16年に本末を解体したため、現在では、旧本山、旧末寺と呼びならわしている。
- 理性山三澤寺（伊那市福島）
- 長久寺（伊那市高遠町藤澤北原）
- 久成山本妙寺（伊那市高遠町長藤四日市場）
- 藤沢山慈照寺（伊那市高遠町長藤栗田）
- 真浄山大法寺（駒ケ根市赤穂町）

## 関連資料
- 日蓮宗寺院大鑑編集委員会『宗祖第七百遠忌記念出版 日蓮宗寺院大鑑』大本山池上本門寺 (1981年)
- 『探訪 信州の古寺 浄土教・日蓮宗』1996年 郷土出版社